# Los pianos mecánicos
Los pianos mecánicos és una pel·lícula dramàtica de 1965 dirigida per Juan Antonio Bardem, i protagonitzada per Melina Merkuri, James Mason, i Hardy Krüger. Basada en la novel·la «Les pianos mécaniques» d'Henri-François Rey, va ser presentada en el Festival Internacional de Cinema de Canes de 1965. Pretenia reflectir una panoràmica de l'ambient bohemi i artístic de la Costa Brava.

## Argument
Vincent arriba des de París a Caldeya, un poble del mediterrani, convidat pel seu amic Reginald. Allà troba a Pascal Regnier, un novel·lista en crisi, que passa les seves vacances amb el seu fill. Regnier li presenta a Jenny, la propietària d'un club nocturn per la qual se sentirà atret.

## Repartiment
- Melina Mercouri - Jenny
- James Mason - Pascal Regnier
- Hardy Krüger - Vincent
- Didier Haudepin - Daniel Regnier
- Renaud Verley - Serge
- Sophie Darès - Nadine (com Martine Ziguel)
- Keiko Kishi - Nora
- Maurice Teynac - Reginald
- Karin Mossberg - Orange the Mistress
- José María Mompín - Tom
- Luis Induni - Bryant

## Al voltant de la pel·lícula

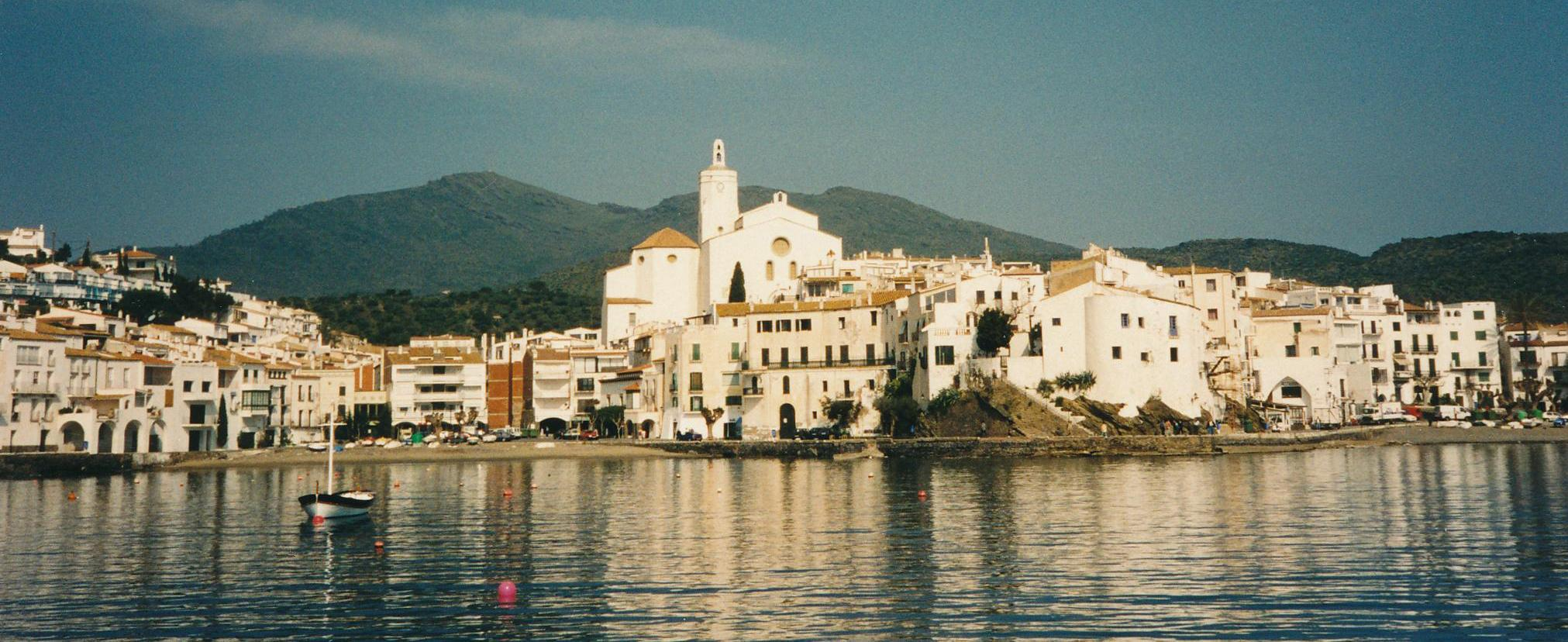
El film va ser rodat a Cadaqués, el 1964

- Es va rodar a l'estiu de 1964 principalment a Cadaqués i algunes escenes a Barcelona. Unes escenes mostren la sòrdida i disbauxada vida nocturna del barri gòtic de Barcelona, amb imatges de la font de Canaletes.
- La pel·lícula va tenir força ressò internacional, però, malgrat que fins i tot va ser present al Festival de Canes de 1965, no va satisfer la crítica, i la taquilla no va estar a l'alçada de les expectatives.[3]
- A les escenes finals, alguns cadaquesencs van quedar immortalitzats com a extres que corren a apagar un foc. Intervenen en Jaumet Faixó, Pere Giró i Enric Auger «Parlet». Hi ha un breu diàleg en català: «No ploris, no ploris maco, vine a casa..», intent de consolar un nen consternat.[3]
- El film va patir els retalls de la censura.